# Paralaeospira parallela
Paralaeospira parallela är en ringmaskart som beskrevs av Vine 1972. Paralaeospira parallela ingår i släktet Paralaeospira och familjen Serpulidae.
Artens utbredningsområde är havet kring Nya Zeeland. Inga underarter finns listade i Catalogue of Life.